# 冠嶽
冠嶽（かんむりだけ）は、鹿児島県いちき串木野市の大字。旧薩摩国日置郡串木野郷冠嶽村、日置郡串木野村大字冠嶽、日置郡串木野町大字冠嶽、串木野市冠嶽。郵便番号は896-0051。人口は222人、世帯数は122世帯（2015年10月1日現在）。

## 地理
いちき串木野市の北東部、五反田川の上流域に位置している。八重山山系冠岳（西岳・中岳・東岳）が北部に広がる農山村地域である。北には薩摩川内市百次町、東には薩摩川内市樋脇町市比野、南には川上、西には生福にそれぞれ隣接している。
字域内の冠岳神社付近には巨石や史跡が多く所在している。また、秦の方士である徐福渡来の伝説があり、2000年（平成12年）には串木野市市制施行50周年を記念して日本一の徐福石像が建立された。1992年（平成4年）には中国式庭園の「冠嶽園」が開園した。

### 山岳
- 冠岳

### 河川
- 五反田川

## 歴史
1881年（明治14年）に日置郡串木野郷（外城）のうちであった上名村（現在の上名）の一部より分割され「冠嶽村」として成立した。
1889年（明治22年）4月1日の町村制施行に伴い、日置郡上名村・下名村・荒川村・冠嶽村・薩摩郡羽島村の区域を以て日置郡串木野村が成立した。これに伴い、それまでの冠嶽村は串木野村の大字「冠嶽」となった。
1935年（昭和10年）4月1日に串木野村が町制施行し日置郡串木野町となり、1950年（昭和25年）10月1日には串木野町が単独で市制施行し串木野市となった。
2005年（平成17年）10月11日には串木野市が日置郡市来町と新設合併しいちき串木野市が設置された。新設合併の際の合併協定書では新たに設置されるいちき串木野市の町名・字名について「串木野市、市来町の町・字の区域及び名称については、現行のとおりとする。」と協定された。このことにより大字名の変更は行われず、いちき串木野市の大字となった。

## 人口
以下の表は国勢調査による小地域集計の2000年以降の人口の推移である。「いちき串木野市第2次総合計画」によれば2006年（平成18年）以降、人口・世帯数ともに減少傾向にある。
| 統計年             | 統計年 | 人口 | 人口 |
| ------------------ | ------ | ---- | ---- |
| 2000年（平成12年） | [ 16 ] | 394  |      |
| 2005年（平成17年） | [ 17 ] | 328  |      |
| 2010年（平成22年） | [ 18 ] | 283  |      |
| 2015年（平成27年） | [ 5 ]  | 222  |      |

## 文化財

### 県指定
- 仙人岩の植物群落（天然記念物）[19][7]
冠岳の東岳山頂下の冠岳神社裏側にある集塊岩の小峰にあり、キクシノブが自生するほか、スダジイやイスノキなどの群落が発達している[19]。2017年（平成29年）5月24日に県指定の天然記念物に指定された[19]。

### 市指定
- 冠岳小学校の蘇鉄（天然記念物）[20]

## 施設

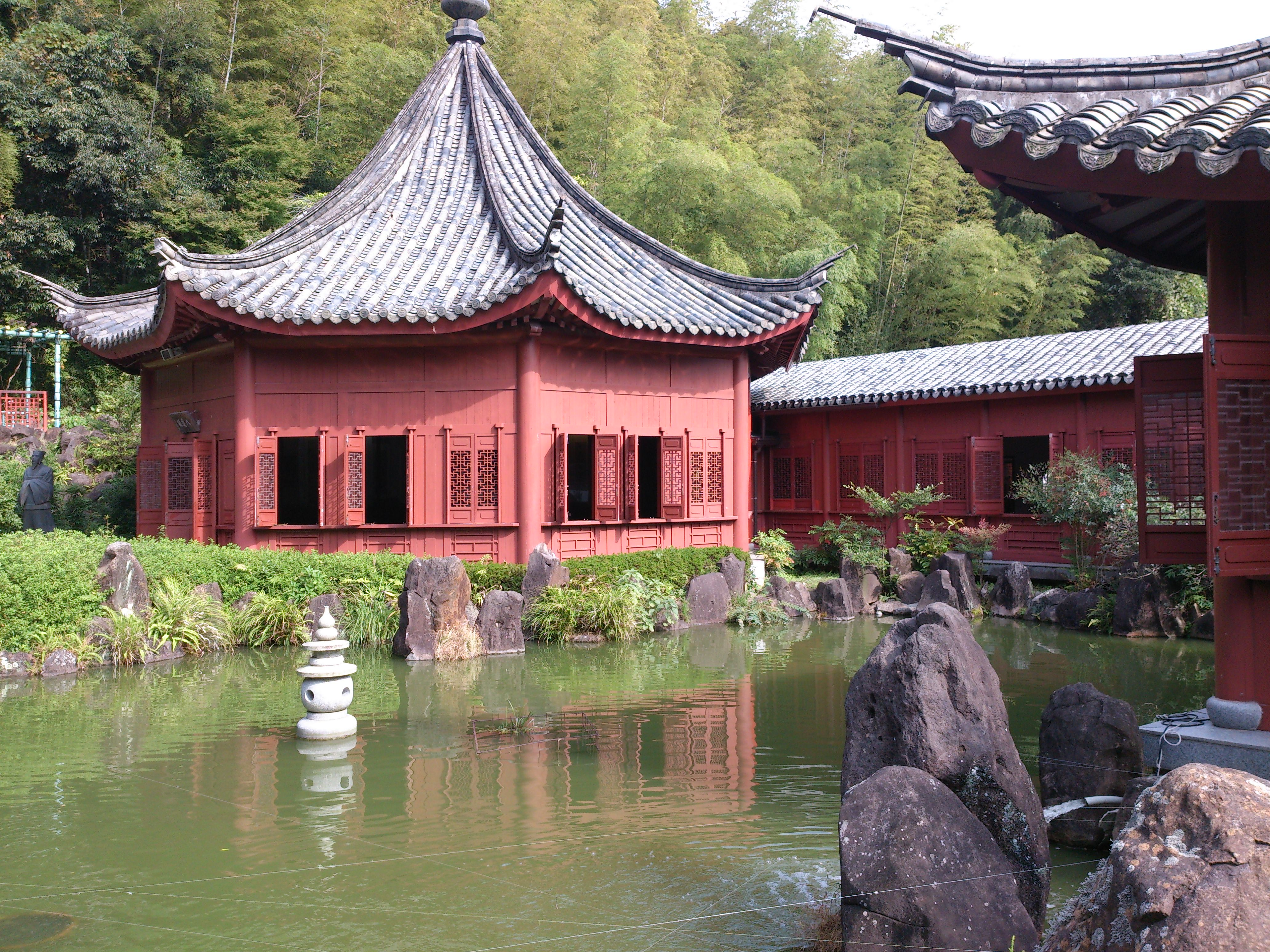
冠嶽園

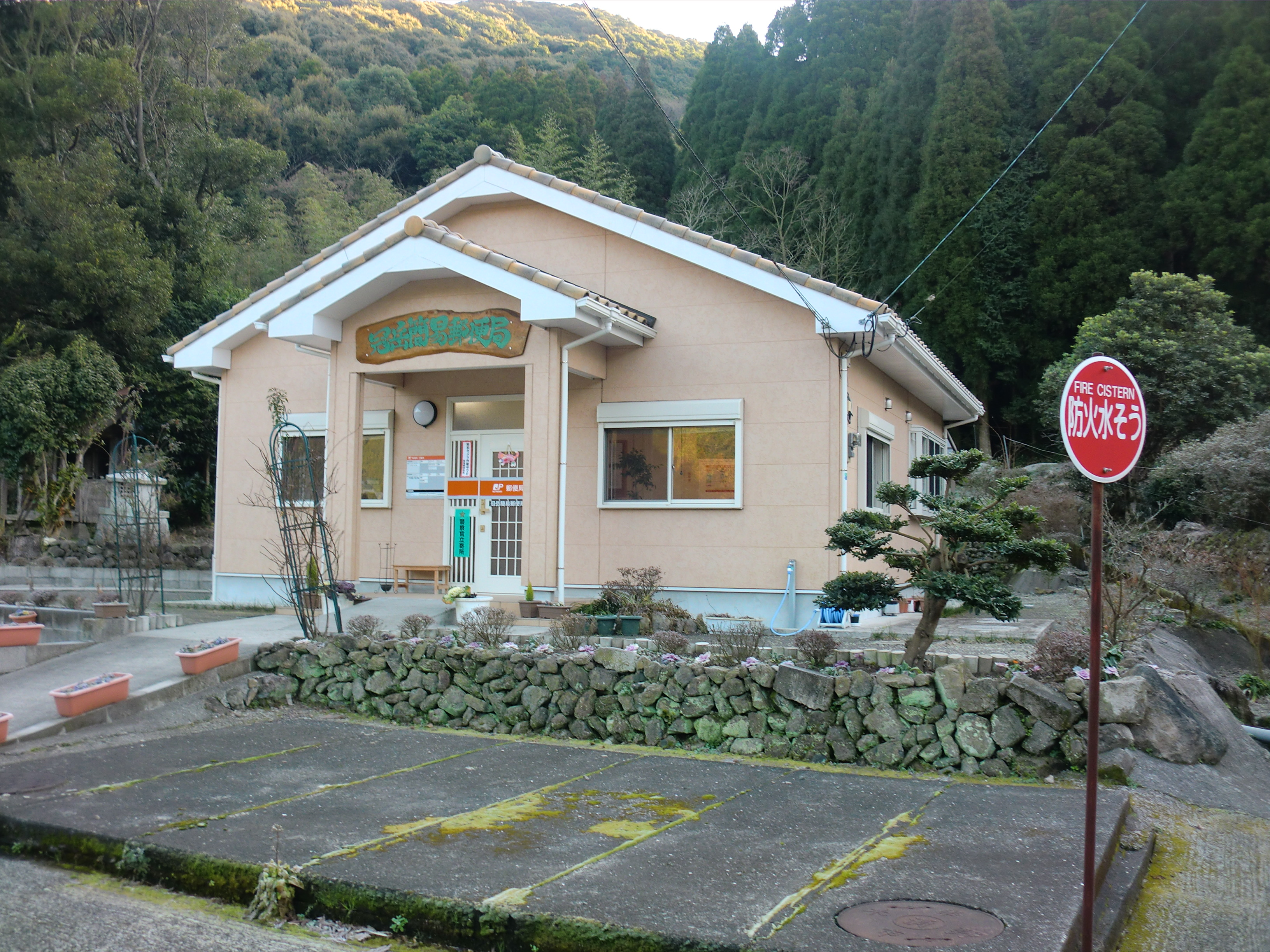
冠岳簡易郵便局

### 公共
- 徐福展望公園[8]
- 冠嶽園
- 冠岳交流センター[21]

### 郵便局
- 冠岳簡易郵便局[22]

### 寺社
- 冠嶽神社
- 西岳神社
- 中岳神社
- 大岩戸神社
- 冠嶽山鎭國寺頂峯院

## 小・中学校の通学区域
市立小・中学校に通う場合、学区（校区）は以下の通りとなる。かつては字域内に「いちき串木野市立冠岳小学校」が所在していたが、2020年（令和2年）度末を以て閉校となった。
| 大字 | 番地 | 小学校                     | 中学校                     |
| ---- | ---- | -------------------------- | -------------------------- |
| 冠嶽 | 全域 | いちき串木野市立生福小学校 | いちき串木野市立生冠中学校 |

## 交通

### 道路
主要地方道
- 鹿児島県道39号串木野樋脇線